# Priscilla (énekesnő)
Priscilla (Belo Horizonte, 1990. április 9. –) brazil énekes, táncművész, zeneszerző és dalszerző. Az Egyesült Államokban 2013-ban debütált „See U On The Dance Floor” című kislemezével. A videót Nicki Minaj, Shakira és Usher korábbi koreográfusa, Dionne Renee rendezte. 2014-ben jelentek meg „California” és „Vai” című kislemezei.